# Dirck Barendsz
Cet article possède des paronymes, voir Barents et Barentz.
Dirck Barendsz, Dirck Barendsz., Theodor Barendszoon, ou Theodor Bernard, né en 1534 et mort le 26 mai 1592 à Amsterdam, est un peintre néerlandais de l'école d'Anvers de la Renaissance qui a introduit le style vénitien aux Pays-Bas.
Grand représentant d'un maniérisme prébaroque qui anticipe et devance Hendrik Goltzius, Cornelis van Haarlem et tous les expressionnistes maniérisants d'Utrecht, de Haarlem et même de Prague au début du XVIIe siècle.

## Biographie
Formé par son père, le peintre Barend Dircksz, surnommé Barend le sourd, il poursuit sa formation en Italie où il se rend en 1555. Il y reste sept ans, à Rome et à Venise, et y apprend la manière du Titien, probablement dans l'atelier du maître. De retour à Amsterdam en 1562, il se marie avec Agnies Florisdr, dont il aura au moins huit enfants.
Vers 1580, il réalisa un vaste ensemble de quarante compositions sur le thème de la vie du Christ, destinées à la gravure. Neuf seulement furent exécutées par le graveur Jan Sadeler. Sept grisailles ont été découvertes à Paris au milieu des années 1970. L'une d'elles est conservée au musée des beaux-arts de Lille.
Musicien, mathématicien et linguiste accompli, c'est un grand ami de Philippe de Marnix de Sainte-Aldegonde, qu'il a rencontré à Rome, et de Dominique Lampson, avec lequel il correspond en latin.

## Œuvres
- Le jugement dernier, Abbaye de Farfa, 1561
- Triptyque de la vie de Marie, Sint Janskerk de Gouda, vers 1565
- Les mangeurs de perches, Rijksmuseum Amsterdam, 1566
- Le dernier repas, Rijksmuseum Amsterdam, 1570-1580
- Les Morts sortent de leurs tombaux, 1580, grisaille, huile sur papier marouflé sur toile, 26 × 21 cm, musée des beaux-arts de Lille[1]
- Jésus apparaissant aux saintes femmes, Musée Lambinet, 1580-90
- Jésus et les disciples d'Emmaüs, Musée du Louvre
- Jésus apparait à saint Pierre, Musée du Louvre
- Portrait de femme, Palais des beaux-arts de Lille